# 牙買加飛天航空
牙買加飛天航空（Fly Jamaica Airways）是一家以牙買加京斯敦為基地的航空公司，成立於2011年，於2013年2月14日正式營運，主要經營南美洲及美國、加拿大等地的國際航線，其樞紐為諾曼·曼利國際機場。

## 外部連結
- 牙買加飛天航空的Facebook專頁